# Kokoona leucoclada
Kokoona leucoclada är en benvedsväxtart som beskrevs av K.M. Kochummen. Kokoona leucoclada ingår i släktet Kokoona och familjen Celastraceae. Inga underarter finns listade.